# Amadou Sow
Amadou Sow (Ségou, 18 novembre 1998) è un cestista maliano.

## Carriera
Dopo aver trascorso la carriera universitaria con gli UCSB Gauchos, il 1º agosto 2022 firma il primo contratto professionistico con il Blois. Il 19 giugno 2023 si trasferisce al Cedevita Olimpija.